# Verónica López Teros
Verónica López Teros (Hermosillo, Sonora,  7 de junio de 1980) es investigadora del Centro de Investigación en Alimentación y Desarrollo y profesora de tiempo completo en la Universidad de Sonora, desde el año 2013. Su trabajo de investigación se centra en el mejoramiento de la salud humana a partir de la alimentación. Es pionera en investigaciones para la mejora de la alimentación en los adolescentes y niños en etapa preescolar.Ganadora del Premio Gastón Madrid en las áreas de Biomedicina y Química en 2006, y del Premio en Investigación en Nutrición en 2017.

## Trayectoria
En el año 2003 se graduó con mención honorífica de la licenciatura de Químico - Biólogo con especialidad en análisis clínicos por la Universidad de Sonora. Obtuvo los grados de maestría y doctorado en nutrición clínica en el Centro de Investigación en Alimentación y Desarrollo (CIAD), egresando en 2012. Realizó estancias académicas en el extranjero, en la Universidad Tufts y en el Jean Mayer USDA Human Nutrition Research Center on Aging, ambas en Estados Unidos.
Desde 2013 es investigadora y profesora de tiempo completo en la Universidad de Sonora. Además ejerce como profesora externa en la Universidad de Sinaloa en el área de nutrición humana. Es miembro del Sistema Nacional de Investigadores nivel I. En 2015 parte de su trabajo de investigación ha sido financiado por el Programa para el Desarrollo Profesional Docente.

## Premios y reconocimientos
En reconocimiento a su trayectoria y trabajo de investigación ha sido acreedora de diversos premios, entre los cuales se encuentran:
- 2017: 1er lugar en el Premio en Investigación y Nutrición en el área de investigación aplicada. Otorgado por Fondo Nestlé para la Nutrición México de la Fundación Mexicana para la Salud.
- 2013: Premio en Investigación en Nutrición. Otorgado por Fondo Nestlé para la Nutrición México de la Fundación Mexicana para la Salud.
- 2012: Finalista del 6.º Premio Latinoamericano Kellogg 's de Investigación en Alimentación y Nutrición Humana. Evento realizado por el Instituto de Nutrición y Salud Kellogg's.
- 2006: Premio Gastón Madrid. Otorgado por el Gobierno del Estado de Sonora.

## Producción científica
A lo largo de su carrera como científica e investigadora, ha publicado en varias revistas artículos de divulgación científica, los cuales se enfocan principalmente en los hábitos alimenticios de los adolescentes y niños en etapa preescolar de Hermosillo Sonora. Entre sus publicaciones más destacadas se encuentran:
- Dietary guidelines for breast cancer patients: a critical review. AT Limon-Miro, V Lopez-Teros, H Astiazaran-Garcia. Advances in Nutrition 8 (4), 613-623.
- Use of a “Super-child” Approach to Assess the Vitamin A Equivalence of Moringa oleifera Leaves, Develop a Compartmental Model for Vitamin A Kinetics. V Lopez-Teros, JL Ford, MH Green, G Tang, MA Grusak, L Quihui-Cota, et al. The journal of nutrition 147 (12), 2356-2363.
- Vitamin A-fortified milk increases total body vitamin A stores in Mexican preschoolers. V Lopez-Teros, L Quihui-Cota, RO Méndez-Estrada, MI Grijalva-Haro, et al. The Journal of nutrition 143 (2), 221-226.
- Current capabilities and limitations of stable isotope techniques and applied mathematical equations in determining whole-body vitamin A status. G Lietz, HC Furr, BM Gannon, MH Green, M Haskell, V Lopez-Teros, et al. Food and nutrition bulletin 37 (2_suppl), S87-S103.
- Giardia lamblia infection and its implications for vitamin A liver stores in school children. H Astiazaran-Garcia, V Lopez-Teros, ME Valencia, F Vazquez-Ortiz, et al. Annals of Nutrition and Metabolism 57 (3-4), 228-233.